# 캘리포니케이션
캘리포니케이션(영어: Californication)은 캘리포니아(California)와 간통을 의미하는 fornication의 합성어로, 1966년 5월 6일 타임지에서 처음 등장한 용어이다.
이 용어는 1970년대에 인기 있는 용어였으며 주로 "이미 남부 캘리포니아의 대부분을 집어삼킨 [토지]의 무계획적이고 무의미한 개발"을 언급하는 용어였으며, 일부는 미국 서부의 다른 주로 캘리포니아 주민들의 유입에 기인했다.

## 원인
맨해튼 정책 연구소(Manhattan Institute for Policy Research)의 연구원인 스티븐 말랑가(Steven Malanga)는 캘리포니아 주민들이 떠나고 싶다는 여론 조사를 인용하면서 캘리포니아에서 국내 이주하는 것은 주로 높은 주거비와 주의 세율 때문이라고 말했다. 말랑가는 캘리포니아에서 온 이민자들은 정치적으로 보수적인 경향이 있는 반면 자유주의자들은 캘리포니아를 떠나고 싶어할 가능성이 적다고 이야기했다.

## 같이 보기
- 맨해트니제이션
- 스프롤 현상